# پسر گرگ‌نما
پسر گرگ‌نما (به هانگول: 늑대소년؛ به انگلیسی: A Werewolf Boy) فیلمی فانتزی-عاشقانه، محصول سال ۲۰۱۲ کشور کره جنوبی است.
این فیلم برای اوّلین بار در ۳۷اُمین جشنوارهٔ بین‌المللی فیلم تورنتو اکران جهانی شد،    سپس در جشنوارهٔ بین‌المللی فیلم پوسان به نمایش عمومی درآمد. 

فیلم به سرعت جداول را تسخیر کرد و به «موفّق‌ترین ملودرامِ کره در تمام دوران‌ها» تبدیل شد.